# 천청
천청(중국어 정체자: 陳誠, 간체자: 陈诚, 병음: Chén Chéng, 한자음: 진성, 1898년 1월 4일 ~ 1965년 3월 5일)은 중화민국의 정치·군사 지도자로 중일 전쟁과 국공 내전이 일어난 동안 국민혁명군의 주요 사령관들 중의 하나였다.
국공 내전의 말기에 타이완으로 이주한 후, 그는 타이완성 총독, 부총통과 행정원장을 지냈다. 그는 미국 방문에 중화민국을 대표하였고, 소작인들이 대지를 소유할 수 있던 이래 공산주의가 타이완에서 흥미없게 된 것을 일으킨 토지 개혁과 세금 감면을 창시하는 도움을 주었다.
일명 천츠슈(陳辭修, 진사수)라고도 불렸다.

## 어린 시절
청나라 저장성 칭톈현에서 태어나 1922년 바오딩 육군군관학교를 졸업하고, 2년 후 중화민국 육군중앙군관학교에 입학하였다. 그 일은 그가 당시 군관학교 지휘관 장제스를 처음 만났던 것이었다. 후에 천청은 북벌에 참가하려 국민혁명군에 입대하였다.

## 군사 승진
북벌이 있던 동안 천청은 좋은 리더십 능력을 전시할 수 있었다. 한해 안에 그는 이미 사령 대대에서 사단으로 승진되었다.
북벌 후, 천청은 독군들에 대항하는 전쟁들에서 활동적이 되었다. 전투들에서 그의 성공들은 그가 다시 승진될 수 있게 하여 11 사단의 사령관이 되었다.

## 반공 작전들
1931년 천청은 중국 인민해방군을 진압하는 임무를 맡았다. 중국 인민해방군의 주요 군대를 찾는 다양한 작전들에 천청의 부대들은 거대한 사상자 수를 경험하였다. 공산군에 대항하는 5번째 작전에서 그는 결국 그들을 물리칠 수 있어 중국 해방인민군을 그 웅장한 장정을 강제로 발포하도록 하였다.
중국 인민해방군을 상대로 작전들은 장제스와 그의 참모가 중국을 침입한 일본 제국 육군에 대항하는 공산군들과 협동하는 데 강제로 동의한 시안 사건 후에 종말로 왔다.

## 중일 전쟁

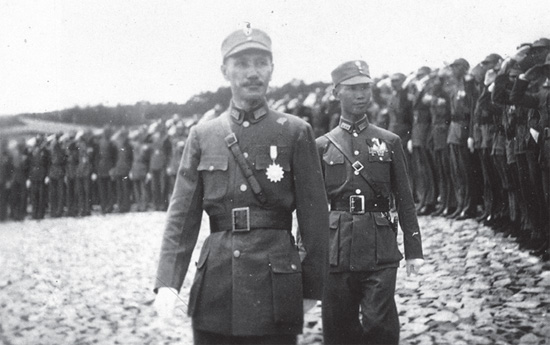
장제스와 함께

상하이 전투가 일어난 동안 그는 장제스의 최고 군사 보조관들 중의 하나였다. 그것은 국민당군이 부족한 상태에 있었고, 수송 차량이 부족했던 북중국에서 일본군을 맞서는 것보다 남중국에서 결정적인 교전을 찾는 그의 아이디어였다. 상하이와 난징의 함락 후, 천청은 1938년 우한 전투를 지휘는 데 후베이성으로 옮겼다. 하지만 중국군을 꺾는 데 거대한 손실에 불구하고 일본군은 10월 25일 우한을 포획하였다.
전쟁의 마지막 세월에 천청은 창사 전투, 이창 전투와 에시 회전에 지휘하러 갔다. 1943년 그는 자신이 웨이리황에 의하여 대체될 때까지 버마에서 중국 원정군 사령관으로 임명되었다.

## 국공 내전
중일 전쟁 후, 천청은 참모 총장과 해군의 총사령관이 되었다. 그는 장제스의 명령을 따르고, 국공 내전을 일으킨 중국 인민해방군의 "해방된" 지역들을 급습하기 시작하였다.
1947년 8월 장제스는 그 지역에서 공산군에 대항하는 국민당군을 지휘하는 데 북동부 본부의 국장으로 임명하였다. 그는 만주의 함락에서 국민당군의 힘을 1.3백만명에서 480,000명보다 적게 만든 일본 협력의 만주국군에 그들이 복무했기 때문에 지방 안정 연대들을 해산하는 중대한 실수를 하였다. 그는 또한 두위밍, 쑨리런, 정둥궈와 천밍런 같은 어떤 가장 유능한 국민당군 사령관들을 면직시켰다. 결과로서 그는 일련의 주요 패전들을 겪어 장제스는 그를 난징으로 불러들여 북동부 총사령관으로서 그를 대체하는 데 웨이리황을 선양으로 보냈고, 판한제를 진저우 전방 사령부의 국장과 부사령관으로 임명하였다.

## 타이완에서

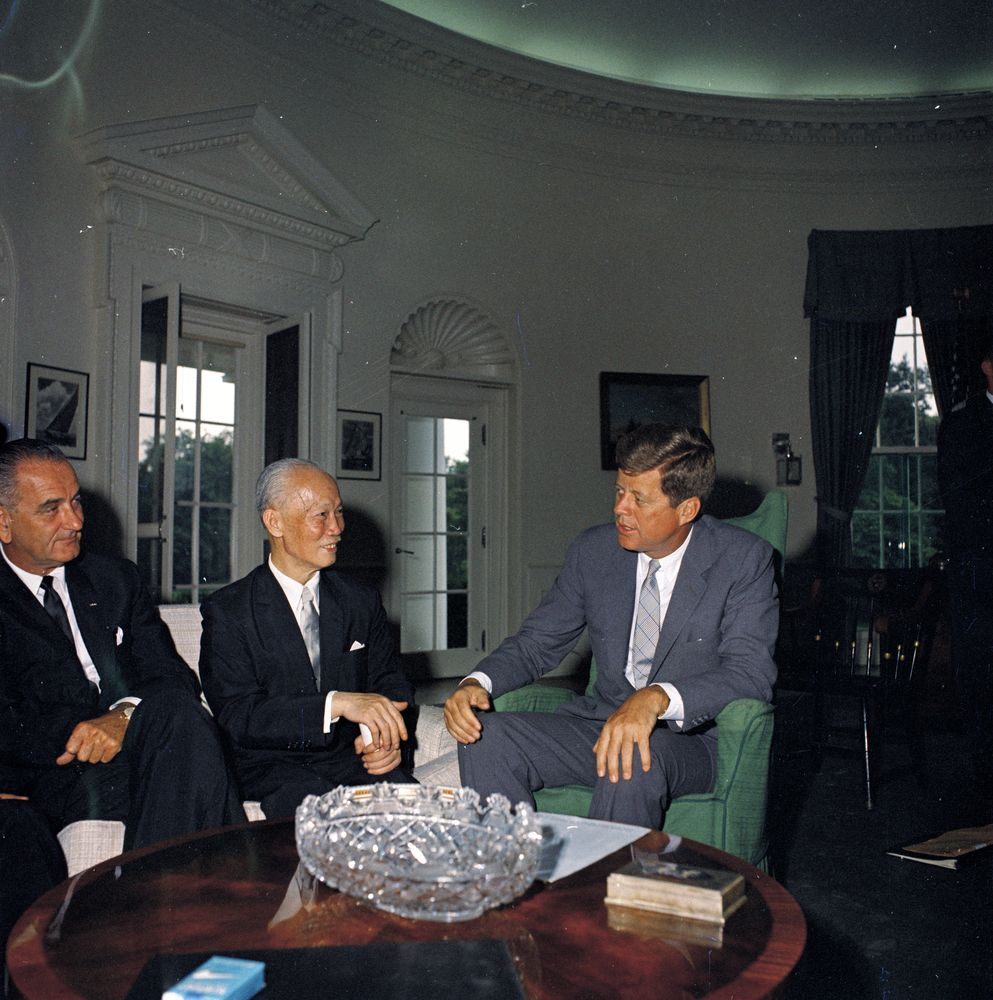
미국 방문에서 존 F. 케네디 대통령과 회담을 가지는 천청

장제스는 중국 국민당의 근거지로서 타이완의 개발을 계획하는 데 1949년 천청을 타이완성 총독으로 임명하였다. 국민당군이 타이완으로 후퇴한 후, 천청은 국민당 부사장, 부총통과 행정원장 같은 주요 민간 정부의 직위들을 차지하러 갔다.
타이완에서 자신의 세월에 그는 다양한 토지와 경제 개혁들을 소개하였고, 타이완의 재건을 수행하였다. 천정의 "375 임대료 감면"은 타이완에서 공산주의의 퍼짐을 멈추면서 영예를 얻었다. 정책은 임대 농민들이 추수의 37.5%에 지주들에게 내는 찬성을 하였다. 지시에 앞서 지주들은 지불로서 가끔 곡식의 절반 이상을 탐색하였다.
그는 또한 몇몇의 건설 계획들을 발포하였다. 하나는 공산주의 침투를 추방하고, 쌀 생산을 증가시킨 타오위안현에 있는 시먼 저수지였다.
1949년 5월 19일 천청은 공산주의 침투를 추방하고, 국방력을 완화하기 위하여 타이완성 계엄령의 부과를 공고하는 데 계엄령 훈장을 공포하였다.

## 사망
1965년 3월 5일 타이베이에서 간암으로 사망하였다. 그의 화장된 유해는 1995년 8월 가오슝현 포광산으로 옮겨졌다.

## 같이 보기
- 천치메이
- 천치차이
- 천궈푸
- 천리푸